# Superman the Ride
Ne doit pas être confondu avec Bizarro (Six Flags Great Adventure) ou Superman - Ride of Steel (Six Flags America).
Superman the Ride (anciennement connus sous les noms Bizarro et Superman: Ride of Steel) est un parcours de méga montagnes russes du parc Six Flags New England, situé à Agawam dans le Massachusetts près de Springfield, aux États-Unis.
Ces montagnes russes ont remporté les Golden Ticket Awards de meilleures montagnes russes en métal en 2003, en 2006, en 2007, en 2008 et en 2009.

## Parcours

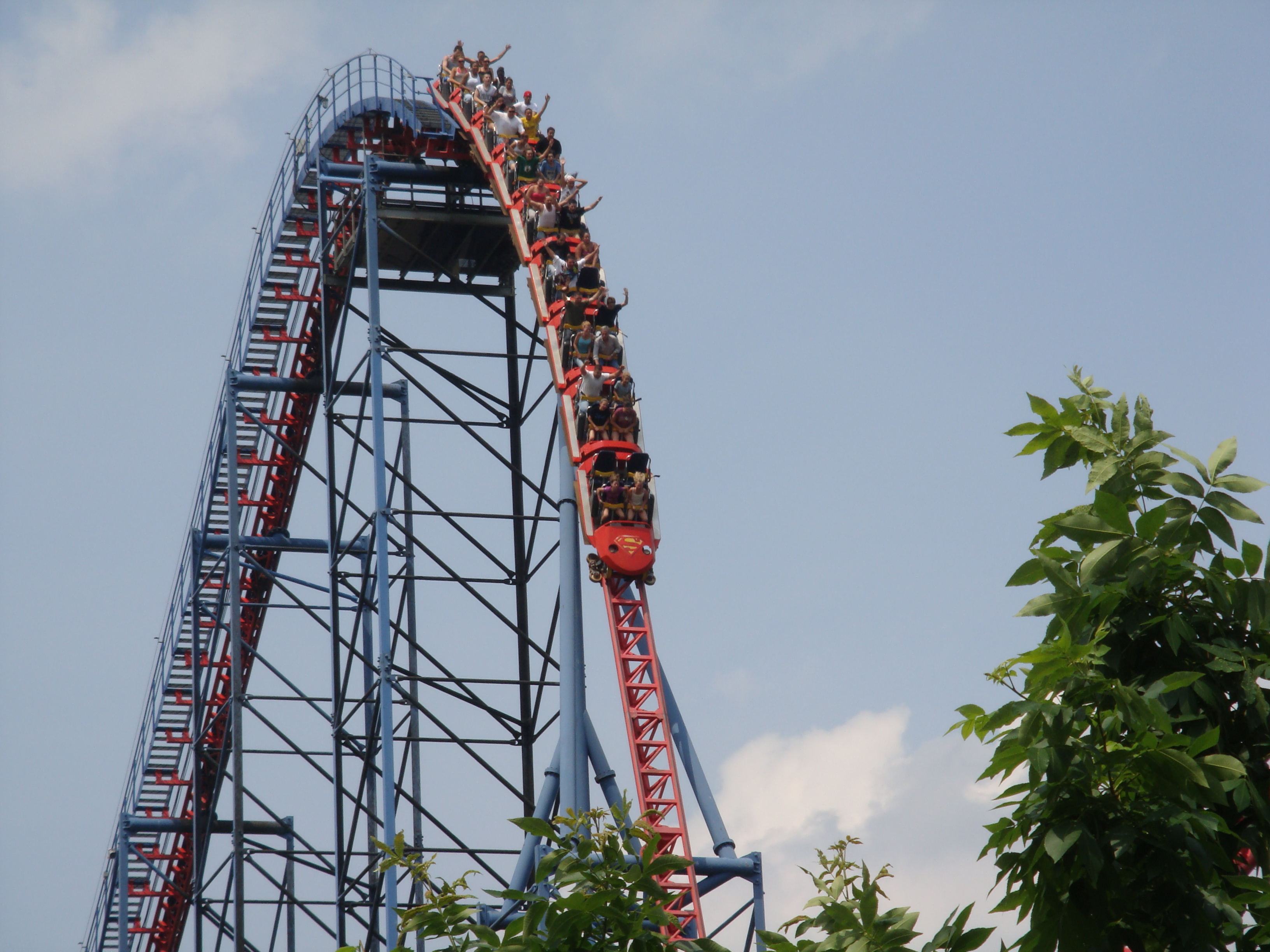
Un train sur la première descente.

Le train commence par monter le lift hill, haut de 64,4 mètres. À gauche du lift, il y a le fleuve Connecticut, et à droite, il y a le reste du parc. Il fait ensuite une descente de 67 mètres qui mène dans un tunnel. Le train sort du tunnel, et fait une deuxième montée, avant de descendre dans un overbanked turn à 180 degrés. Il passe entre les bâtiments décorés et font encore deux grandes bosses.
Le train fait une petite bosse, qui marque le début de la deuxième partie du parcours, et fait une spirale. Après une autre petite bosses, il y a une spirale dans l'autre sens. Après ça, il fait une descente vers la droite qui mène dans un tunnel avec du brouillard. Finalement, il a trois bosses et le train tourne vers la droite et arrive à la gare.

## Nouveau thème en 2009

Logo de l'attraction.

Six Flags a transformé Superman: Ride of Steel au début de la saison 2009. Aucun changement n'a été fait au parcours, mais le clone raté de Superman, Bizarro, a été choisi comme nouveau thème. La piste a été repeinte en violet, et les supports en bleu foncé et de nombreux effets spéciaux ont été ajoutés, comme par exemple des bâtiments qui donnent l'impression de traverser une ville à toute allure. Deux nouveaux trains ont été construits avec une sécurité améliorée un système audio à bord.

## Nouveau thème en 2016
Le 3 septembre 2015, le parc annonce un nouveau changement de thème pour l'attraction et décide de rétablir Superman pour la saison 2016. Le 3 mars 2016, Six Flags annonce également que cette attraction, ainsi que plusieurs autres des parcs Six Flags présenterai une option avec un système de réalité virtuelle. Les passagers ont la possibilité de porter un casque Samsung Gear VR, alimenté par Oculus pour créer une expérience 3D à 360 degrés pendant le parcours. Le film disponible présente Superman qui sauve une ville des Lex Bots de Lex Luthor qui causent le chaos avec un rayon anti-gravité. Cette thématique a été également utilisée sur Superman: Krypton Coaster à Six Flags Fiesta Texas et Superman - Ride of Steel à Six Flags America. Il a été annoncé le 18 février 2017 lors de l'événement Great Nor'Easter d'ACE New England que l'option de réalité virtuelle serait supprimée pour la saison 2017.

## Accidents
En 2001, un des trains ne s'est pas arrêté à la fin du parcours à cause d'un problème de freins, et est entré en collision avec le train qui était dans la gare. 22 personnes ont été blessées.
En 2004, un homme a été éjecté de son siège au dernier virage du parcours et a été tué. D'après les enquêteurs, la mort a été causée par la taille de la victime, son handicap (paralysie cérébrale) et l'incapacité de l'employé à voir que la barre de sécurité n'était pas bien fermée. Après l'accident, des modifications ont été faites aux trains.

## Statistiques
- Le tracé du parcours inclut un tunnel.
- Taille maximale : 1,93 m
- Trains : 2 trains de 9 wagons. Les passagers sont placés par deux en deux rangées. Des haut-parleurs électroniques ont remplacé les deux sièges arrière du cinquième wagon, et le nombre de passagers par train a passé de 36 à 34.

## Classements
Bizarro, comme Millennium Force à Cedar Point, est dans les deux premières places des Golden Ticket Awards depuis 11 ans. Il est apprécié pour sa douceur et pour son grand nombre d'airtimes.
| Rang | 10 | 2 | 2 | 1 | 2 | 2 | 1 | 1 | 1 | 1 | 2 | 2 | 2 | 2 | 2 |

| Rang | 3 | 4 | 2 | 2 |

| Rang | 1 | 2 | 2 | 2 | 1 | 1 | 1 | 1 | 1 | 1 |